# Шабистари, Махмуд
Махмуд Шабистари (перс.  محمود شبستری‎; 1288—1340) — один из самых знаменитых персидских суфийских поэтов XIV века. Философ.

## Биография

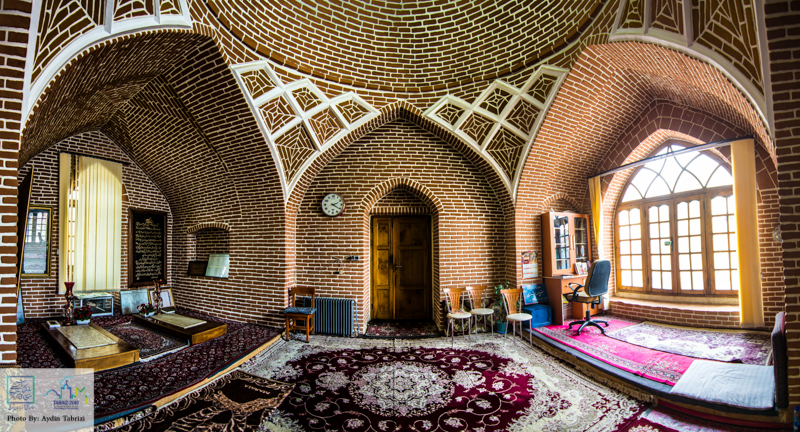
Мавзолей шейха Махмуда Шабистари в городе Шабестар

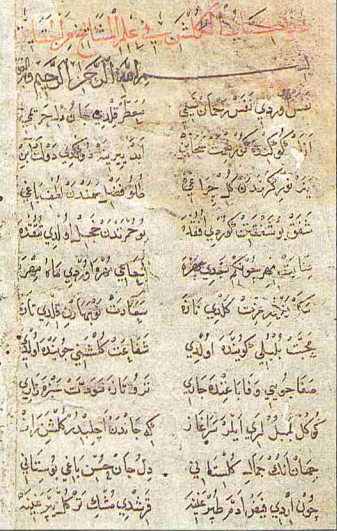
«Гульшан-и раз» Шабистари. Перевод на азербайджанский язык. XV в.

Махмуд Шабистари родился в городе Шабестар близ Тебриза (предположительно) в 1288 году (687 г. хиджры), где и получил начальное образование. Одним из важнейших учителей Шабистари был суфийский шейх Эминюддин-и Тебризи, а его духовным учителем и наставником — Бахаеддин Якуб-и Тебризи. Важнейшей целью суфизма считается воспитание «совершенного человека», свободного от мирской суеты.
Шабистари являлся Шафи по фикху и ашари по вероучению, в основном сосредоточился на суфизме, теологии и философии. Свои произведения он писал в период, когда страна оказалась под властью монголов.
На поэта оказали влияние Эбу Саид Эбу’л Хайр, Фаридиддин Аттар и Мевляна  Джалаладдин Руми (мевляна-крутящийся философ-дервиш). На него повлияло учение Мухиддина ибн Араби о теле Вахдат и его символическая терминология. Он считается одним из суфиев, включивших мысли и терминологию  ибн Араби в персидскую поэзию.
Он глубоко разбирался в символической терминологии Ибн Араби.
Его самое известное произведение — мистический текст под названием «Тайный розарий» (Гульшан-и Раз), написанный около 1311 года в виде рифмующихся двустиший (Матнави). Это стихотворение было написано в ответ на семнадцать вопросов о суфийской метафизике, заданных «суфийским литераторам Тебриза» Рукх ад-Дином Амиром Хусейном Харави (ум. 1318).). Это также была основная ссылка, которую использовал Франсуа Бернье, объясняя суфизм своим европейским друзьям (в: Lettre sur le Quietisme des Indes; 1688)
Произведение Махмуда Шабистари представляет собой одно из самых кратких объяснений суфизма, особенно учения о теле вахдет-и и суфийской терминологии.
Эмир Хусейн задает вопросы, среди них:
- Кто я? Сообщите мне обо мне; они говорят иди к себе; что это значит?

- Кто знает и понимает секрет единства?

- Как пассажир? Кто едет в дорогу? Кого назвать полноценным и порядочным человеком?

Текст, написанный Шабистари, был переведён на немецкий, английский, турецкий языки и урду. Известный исследователь суфизма А.Дж. Арберри сказал, что эта работа была «Summa Theologica» суфиев.
Среди других работ — «Книга счастья» (Саадат-нама) и «Истина уверенности в познании Господа миров» (Хакк аль-якин фи ма’рифат рабб аль-'аламин. Первая считается относительно неизвестным поэтическим шедевром, написанный в метре хафиф, в то время как последняя является его единственным произведением в прозе.
Известно, что Махмуд Шабистари побывал в Багдаде, Андалусии, Дамаске, Египте, Хиджазе и дошел до Кавказа и встречался там с шейхами и учеными. Считается, что он скончался, когда ему было 35 или 37 лет.